# Kastor van Karden

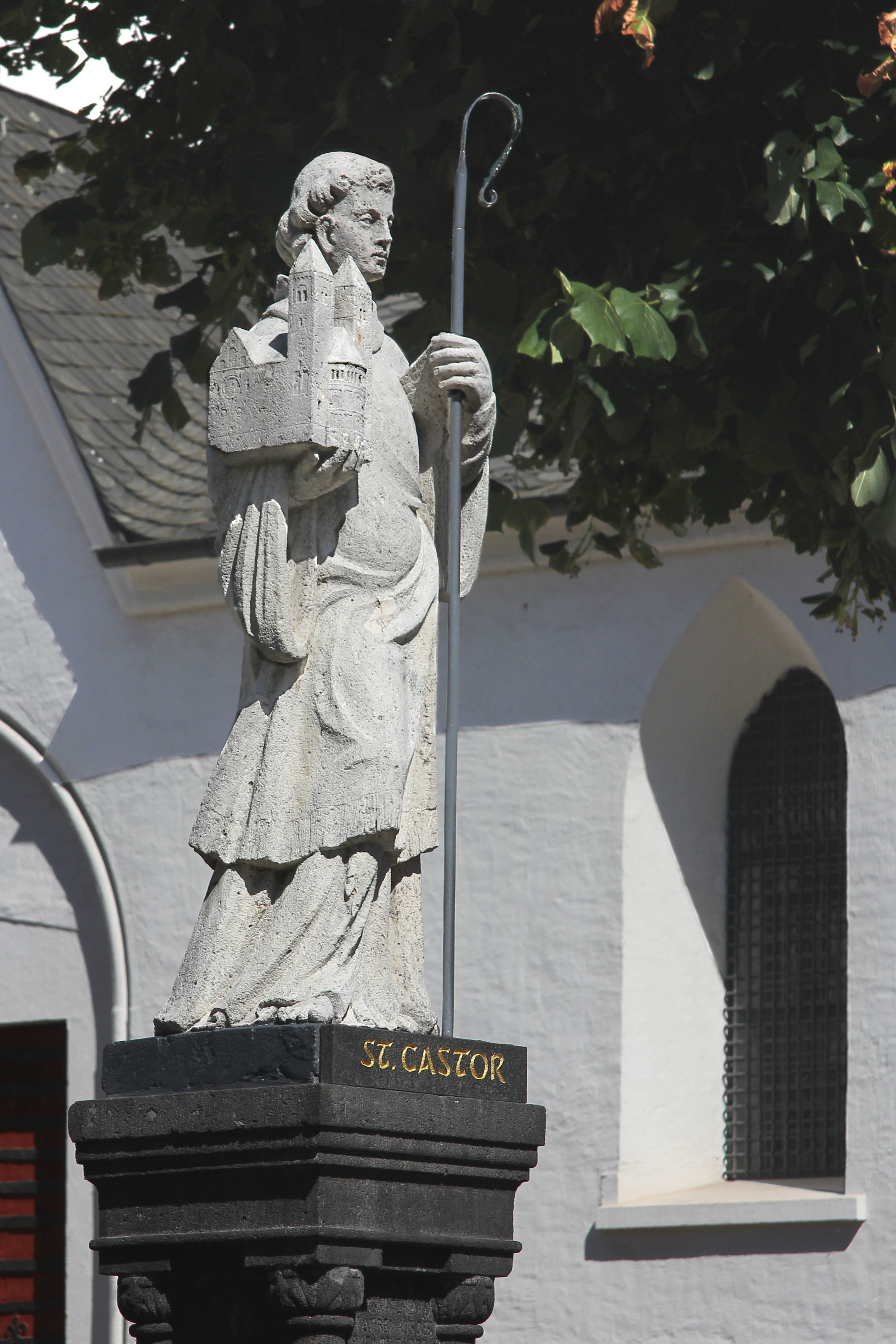
Beeld van Sint-Kastor bij de kerk van Karden-Treis

Sint-Kastor van Karden (* onbekend; † rond 400) is een heilige van de Rooms-katholieke Kerk.
De heilige Kastor was waarschijnlijk afkomstig uit Aquitanië en was in de school bij bisschop Maximinus van Trier, die hem ook tot priester wijdde. Samen met enkele metgezellen leefde hij als kluizenaar in Karden en werkte daar omstreeks het jaar 400 als missionaris aan de Moezel. Bij het graf en het werkgebied van Sint-Kastor ontwikkelde zich een collegiale stift, waarvan tegenwoordig nog de in de 12e eeuw gebouwde stiftskerk getuigt.
In het jaar 780 liet bisschop Weomadus van Trier het stoffelijk overschot van Sint-Kastor opgraven en in de plaatselijke Paulinuskerk van Karden bijzetten. Dit betekende destijds de officiële kerkelijke erkenning van religieuze verering, te vergelijken met de huidige zaligverklaring. Op 12 november 837 droeg aartsbisschop Hetto van Trier het grootste deel van de relieken van de heilige over aan de inmiddels nieuw gebouwde Sint-Kastorkerk te Koblenz. Sindsdien geldt de heilige als schutspatroon van de stad Koblenz.
Een klein deel van de relieken bleven in Karden achter en werden bewaard in een schrijn ter verering van de heilige. Deze waardevolle houten schrijn is gemaakt in de 15e eeuw. De achtergebleven relieken verdwenen echter aan het einde van de 18e eeuw. In het begin van de 19e eeuw keerden vanuit Koblenz een aantal relieken terug naar Karden en worden sindsdien in de historische schrijn bewaard.
De feestdag van Sint-Kastor is 13 februari.